# 北興駅

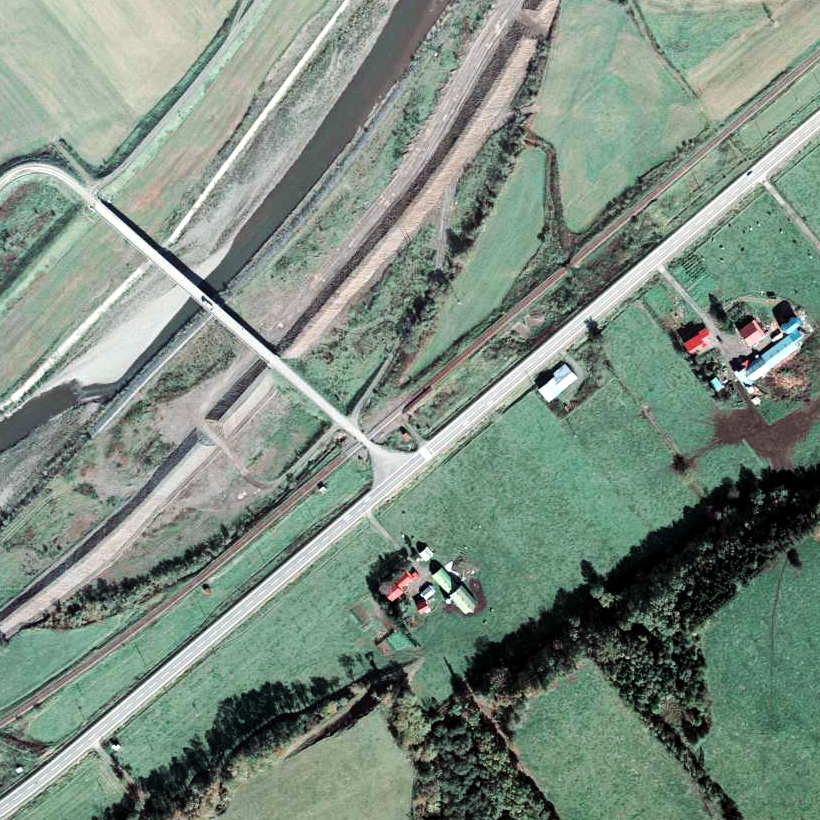
1978年の北興駅と周囲約500m範囲。右上が紋別方面。駅へ通ずる小道の中程に待合室がある。

北興駅（ほっこうえき）は、北海道（網走支庁）紋別郡興部町字北興にかつて設置されていた、北海道旅客鉄道（JR北海道）名寄本線の駅（廃駅）である。事務管理コードは▲122112。

## 歴史
一部の普通列車は通過した。1989年（平成元年）4月30日時点（廃止直前の時刻表）で、下り2本、上り4本（快速運転列車ほか）が通過していた。
- 1957年（昭和32年）11月1日 - 日本国有鉄道名寄本線の北興仮乗降場（ほくこうかりじょうこうじょう、局設定）として開業[1]。
- 時期不詳 - 駅名の読みを「ほっこう」に改称[4]。
- 1959年（昭和34年）11月1日 - 駅に昇格、北興駅となる[1]。旅客のみ取り扱い[1]。
- 1987年（昭和62年）4月1日 - 国鉄分割民営化により、JR北海道に継承[1]。
- 1989年（平成元年）5月1日 - 名寄本線の全線廃止に伴い、廃駅となる[1]。

### 駅名の由来
所在地名より。「興部の北」の意で名付けられたとされるが、「北を興そう」という開拓者精神の表れもあるのではないか、とも言われている。

## 駅構造
廃止時点で、単式ホーム1面1線を有する地上駅であった。ホームは線路の南西側（遠軽方面に向かって右手側）に存在した。
仮乗降場に出自を持つ開業時からの無人駅であり、駅舎はないが、コンクリートブロック造りの待合所を有していた。ホームは名寄方にスロープを有し、駅施設外に連絡していた。

## 利用状況
乗車人員の推移は以下のとおり。年間の値のみ判明している年については、当該年度の日数で除した値を括弧書きで1日平均欄に示す。乗降人員のみが判明している場合は、1/2した値を括弧書きで記した。
| 年度               | 乗車人員 | 乗車人員 | 出典  | 備考 |
| 年度               | 年間     | 1日平均  | 出典  | 備考 |
| ------------------ | -------- | -------- | ----- | ---- |
| 1978年（昭和53年） |          | 7        | [ 6 ] |      |

## 駅周辺
- 国道239号（天北国道）[7]
- 興部川[7]
- 名士バス「北興大橋」停留所

## 駅跡
2011年（平成23年）時点では、待合所が雑草が生い茂る中に残存していた。出入口の扉はないが、建物内のベンチは残存していた。バス停の裏側に存在している。
また、2011年（平成23年）時点では駅跡の名寄方に、無名の沢に架かっていた橋梁の、コンクリート製の橋台が残存していた。

## 隣の駅
北海道旅客鉄道
名寄本線
宇津駅 - 北興駅 - 興部駅